# Spartak Warna
Futbolen Kłub Spartak 1918 Warna (bułg. Футболен Клуб Спартак 1918 Варна) – bułgarski klub piłkarski, mający siedzibę w mieście Warna, na wschodzie kraju, grający w Pyrwa PFL.

## Historia
Chronologia nazw:
- 1918: Byłgarski Sokoł Warna (bułg. Български сокол (Варна))
- 1924: Szipczenski Sokoł Warna (bułg. Шипченски сокол (Варна)) – po fuzji z Szipka (Warna)
- 1945: Spartak Warna (bułg. Спартак (Варна)) – po fuzji z Lewski Warna i Radecki Warna

Klub piłkarski Byłgarski Sokoł został założony 28 sierpnia 1918 roku. W 1924 drużyna połączyła się z Szipka (Warna) i przyjęła nazwę Szipczenski Sokoł. W 1945 roku do klubu dołączył Lewski Warna i Radecki Warna, po czym nazwa klubu została zmieniona na Spartak, którą nosi do dziś.
Pierwszym piłkarzem Spartaka, który wystąpił w reprezentacji Bułgarii był Michaił Tunczew. Zadebiutował w niej w 1924 roku. Klub jako Sokoł zdobył jedyne w historii klubu mistrzostwo kraju oraz dwukrotnie zajmował drugie miejsce w ekstraklasie. Klub ponownie dobrą passę przeżywał w drugiej połowie lat 50. i na początku 60. – w sezonie 1954–1955 był trzeci w rozgrywkach ligowych, cztery lata później królem strzelców został zawodnik Spartaka Georgi Arnaudow. Zamknięciem udanej dekady było dotarcie do finału Pucharu Armii Sowieckiej w 1961 roku. Wynik ten zawodnicy warneńskiego zespołu powtórzyli tylko raz, w 1983 roku.
W latach 90. Spartak osiągał lokaty w środkowej części tabeli lub bronił się przed spadkiem. W sezonie 1994-1995 po raz drugi piłkarzowi tego klubu przypadła nagroda dla najskuteczniejszego zawodnika ligi, tym razem był nim Iwo Georgijew, który później znalazł się w kadrze reprezentacji na Euro 1996.
W rozgrywkach 2004-2005 zespół pożegnał się z ekstraklasą, ale wrócił do niej już po roku. W sezonie 2006-2007 wystartował jako beniaminek ligi.
Trenerem drużyny od marca do kwietnia 2007 roku był Nedełczo Matuszew. Zastąpił na tym stanowisku pracującego od stycznia 2003 roku Mirosława Mironowa, byłego selekcjonera juniorskiej reprezentacji Bułgarii. Następcą Matuszewa jest dawny piłkarz Lewskiego Sofia Georgi "Gesza" Iwanow.

## Sukcesy
- Mistrzostwa Bułgarii
  - mistrzostwo (1): 1932
  - wicemistrzostwo Bułgarii (2): 1931, 1933
- Puchar Bułgarii
  - finał (2): 1961, 1983

## Europejskie puchary
Legenda do wszystkich tabel:
- Q – runda eliminacyjna, 1/16, 1/8, 1/4, 1/2 – odpowiednia faza rozgrywek, Grupa – runda grupowa, 1r gr – pierwsza runda grupowa, 2r gr – druga runda grupowa, F – finał, R – runda, PO – play-off
- k. – rzuty karne, los. – losowanie, Dogr. – dogrywka, w. – zasada bramek strzelonych na wyjeździe

| Sezon   | Rozgrywki                 | Runda    | Klub                             | Dom | Wyjazd | Ogólnie    |
| ------- | ------------------------- | -------- | -------------------------------- | --- | ------ | ---------- |
| 1961/62 | Puchar Zdobywców Pucharów | Q        | Rapid Wiedeń                     | 2–5 | 0–0    | 2–5        |
| 1983/84 | Puchar Zdobywców Pucharów | 1R       | Mersin İdman Yurdu               | 1–0 | 0–0    | 1–0        |
| 1983/84 | Puchar Zdobywców Pucharów | 2R       | Manchester United                | 1–2 | 0–2    | 1–4        |
| 1996    | Puchar Intertoto          | Grupa 8  | ŁKS Łódź                         |     | 1–1    | 4. miejsce |
| 1996    | Puchar Intertoto          | Grupa 8  | KAMAZ Nabierieżnyje Czełny       |     | 2–2    | 4. miejsce |
| 1996    | Puchar Intertoto          | Grupa 8  | TSV 1860 Monachium               | 2–1 |        | 4. miejsce |
| 1996    | Puchar Intertoto          | Grupa 8  | Kaučuk Opawa                     | 0–1 |        | 4. miejsce |
| 1997    | Puchar Intertoto          | Grupa 10 | Montpellier HSC                  | 1–1 |        | 5. miejsce |
| 1997    | Puchar Intertoto          | Grupa 10 | FC Groningen                     | 0–2 |        | 5. miejsce |
| 1997    | Puchar Intertoto          | Grupa 10 | Gloria Bystrzyca                 |     | 1–2    | 5. miejsce |
| 1997    | Puchar Intertoto          | Grupa 10 | FK Čukarički                     |     | 0–3    | 5. miejsce |
| 1998    | Puchar Intertoto          | 1R       | Bałtika Kaliningrad              | 1–1 | 0–4    | 1–5        |
| 1999    | Puchar Intertoto          | 1R       | Sint-Truidense VV                | 1–2 | 0–6    | 1–8        |
| 2001    | Puchar Intertoto          | 1R       | Dyskobolia Grodzisk Wielkopolski | 4–0 | 0–1    | 4–1        |
| 2001    | Puchar Intertoto          | 2R       | Tawrija Symferopol               | 0–3 | 2–2    | 2–5        |

## Stadion
Stadion Spartak może pomieścić 6000 widzów.